# 石橋長英
石橋 長英（いしばし ちょうえい、1893年4月26日 - 1990年9月25日）は、日本の医学者である。千葉市出身。
1918年、東京帝国大学に留学。1920年東京女子医科大学教授に就任。1925年公益財団法人日本国際医学協会を組織し。1936年から日独医学協会長を務めた。1973年獨協医科大学初代学長に就任。

## 栄典
- 1973年 : ドイツ連邦共和国功労勲章

## 著作

### 自著
- 『現代に生きるベルツ』- 日本新薬刊、1978年10月発刊
- 『薬と人間』- ライフサイエンス・ブック、スズケン刊、1982年11月発刊

### 共著
- 『医学　お雇い外国人9』小川鼎三と、鹿島研究所出版会、1969年
- 『母子栄養』医歯薬出版、1960年

### 訳
- 『エルウィン・フォン・ベルツ』Shottlaender Felix著、大空社刊、1995年10月発刊、ISBN 4-87236-490-2